# Халімон Павло Віталійович
Павло Віталійович Халімон (10 червня 1983 , Чернігів ) — український підприємець, волонтер, політик. Кандидат наук із державного управління, доцент[джерело?]. Народний депутат України IX скл. Заступник голови депутатської фракції партії «Слуга народу». Член міжфракційного депутатського об'єднання «Добробат». Заступник голови комітету ВРУ з питань аграрної та земельної політики.
Колишній голова Чернігівської обласної організації партії «Слуга народу». 23 січня 2023 року пішов у відставку після чергового корупційного скандалу.

## Життєпис
Закінчив Національну юридичну академію імені Ярослава Мудрого (факультет підготовки кадрів для органів прокуратури).
Халімон є фінансовим директором ТОВ «Прометей-газ 1».
Він обіймав посаду директора ТОВ «Агро-хаус».
Працював начальником реєстраційної служби Прилуцького міськрайонного управління юстиції у Чернігівській області.
2020 року, за даними Дмитренка, Халімон і Селютін пропонували йому вирішення проблем з правоохоронцями та сприятливі умови для ведення аграрного бізнесу у Чернігівській області за 40 млн грню НАБУ звернулося до генпрокурора Венедиктової з проханням про порушення кримінальної справи. Однак із невідомих причин отримало відмову.

## Освіта
У 2005 році закінчив Національну юридичну академію імені Ярослава Мудрого, факультет підготовки кадрів для органів прокуратури.

## Кар'єра і бізнес
Співзасновник та фінансовий директор ТОВ «Прометей-Газ 1», основний вид діяльності якого — оптова та роздрібна торгівля пальним.
Був директором ТОВ «Агро-Хаус». Основний вид діяльності — вирощування зернових культур.
Працював начальником реєстраційної служби Прилуцького міжрайонного управління юстиції в Чернігівській області. Раніше працював у Прилуцькому міськрайонному суді Чернігівської області.
На момент обрання був фінансовим директором ТОВ «Прометей-Газ 1».

## Політична діяльність
2014 — кандидат на посаду Прилуцького міського голови.
2015 — кандидат у депутати 7 скликання Чернігівської облради від проросійської
партії «Наш край».
Офіційний представник Зеленського на президентських виборах у Чернігівській області. Кандидат у народні депутати від партії «Слуга народу» на парламентських виборах 2019 року, № 55 у списку. На час виборів: фінансовий директор ТОВ «Прометей-газ 1», член партії «Слуга народу». Проживає в місті Прилуки Чернігівської області.
Заступник голови комітету аграрної політики і земельних відносин у Верховній Раді України IX скликання (обраний 29 серпня 2019 року).
3 червня 2020 — 23 січня 2023 — голова обласної партійної організації партії «Слуга народу» у Чернігівській області.
22 Липня 2025 року проголосував за проєкт закону 12414, що обмежує Національне антикорупційне бюро України та Спеціалізовану антикорупційну прокуратуру. Закон викликав хвилю антикорупційних протестів.

## Критика
У липні 2020-го було опубліковано «плівки Халімона», де той вимагає у 40 млн грн за сприяння аграрному бізнесу на Чернігівщині. Детективи НАБУ звернулось до генпрокурора Ірини Венедіктової з проханням порушити кримінальне провадження, проте вона відмовилася це робити.
Халімон тоді заявив, що викрив корупційну схему на держпідприємстві Дослідне господарство «Івківці» в Чернігівській області. За його словами, підприємство продавало врожай за заниженими цінами і замовляло послуги за завищеною вартістю. Халімон звинуватив керівника компанії, колишнього народного депутата Олега Дмитренка, що той начебто запропонував йому 40 млн грн. хабаря. За словами Дмитренка, все було навпаки, адже саме він звернувся до правоохоронців, які врешті відмовилися відкрити справу проти Халімона..
23 січня 2023 року розслідування журналіста Української правди Михайла Ткача виявили, що Халімон 2022 року придбав елітний маєток на Печерську по заниженій вп'ятеро вартості, оформивши його на дружину. Давид Арахамія повідомив про звільнення Халімона звільнять з посади заступника фракції Слуга народу, він також пішов у відставку з посади керівника осередку партії на Чернігівщині.
18 лютого 2023 року Спеціалізована антикорупційна прокуратура відкрила кримінальне провадження проти Халімона за незаконне збагачення. Але під час досудового розслідування НАБУ не змогло підтвердити інформацію з журналістського розслідування й НАЗК.
У НАБУ повідомили, що немає жодних ознак для кваліфікації дій нардепа Халімона чи інших членів його родини за ст. 568-5 КК України (незаконне збагачення), саме тому наприкінці 2024 року Національне бюро закрило кримінальне провадження.

## Сім'я
Розлучений. Виховує доньку та сина.